# Ministère Jean-Joseph Dessolles
Restauration
Ministère Richelieu I Ministère Decazes
Le ministère Jean-Joseph Dessoles dure du 29 décembre 1818 au 19 novembre 1819, sous le règne de Louis XVIII.

## Composition[1]

### Présidence du Conseil
| Fonction                           | Image                | Nom                            |
| ---------------------------------- | -------------------- | ------------------------------ |
| Président du Conseil des ministres | Le général Dessolles | Jean-Joseph, marquis Dessolles |

### Ministères
| Fonction                              | Image                   | Nom                                            |
| ------------------------------------- | ----------------------- | ---------------------------------------------- |
| Ministre des Affaires étrangères      | Le général Dessolles    | Jean-Joseph, marquis Dessolles                 |
| Ministre de l’Intérieur               | Le comte Decazes        | Élie, comte Decazes                            |
| Ministre de la Justice                | Le comte de Serre       | Hercule, comte de Serre                        |
| Ministre de la Guerre                 | Le marquis de Saint-Cyr | Maréchal Laurent Gouvion, marquis de Saint-Cyr |
| Ministre des Finances                 | Le baron Louis          | Joseph-Dominique, baron Louis                  |
| Ministre de la Marine et des Colonies | Le baron Portal         | Pierre-Barthélémy d'Albarèdes, baron Portal    |

## Historique
Nommé par le roi Louis XVIII le 29 décembre 1818 en remplacement du premier ministère Richelieu, ce gouvernement est à l'origine des lois de Serre qui établissent un régime libéral pour la presse. Cela signifie une suppression du contrôle, les journaux peuvent paraitre du moment que le nom du propriétaire du journal est indiqué (de façon à pouvoir identifier et inculper quelqu'un s'il y a délit). De plus, pour qu'il y ait délit de presse, il faut que l'article ait provoqué un délit (ait poussé quelqu'un à faire un délit) et désormais les journalistes ne seront pas jugés par un magistrat mais par une assemblée de civils tirés au sort.
Mais ce gouvernement perd un an plus tard la confiance du centre-gauche (le groupe des Doctrinaires) sur le dossier de la réforme électorale, conduisant le 17 novembre 1819 à la démission du Président du Conseil, du baron Louis et de Gouvion-Saint-Cyr. Le 19 novembre 1819, le Roi appelle en conséquence le ministre de l'Intérieur Élie Decazes—qui était déjà avec le garde des Sceaux Hercule de Serre la véritable tête politique de ce gouvernement Dessoles— à former
un nouveau gouvernement recadré sur une majorité de centre-droit, mettant ainsi fin à ce ministère.

## Source
- Emmanuel de Waresquiel et Benoît Yvert, Histoire de la Restauration (1814-1830) : Naissance de la France moderne, Paris, Éd. Perrin, coll. « Tempus », 2002 (1re éd. 1996), 499 p. (ISBN 2-262-01901-0), p. 487